# Elle Logan
Pour les articles homonymes, voir Logan.
Eleanor Logan, dite Elle Logan, est une rameuse américaine née le 27 décembre 1987 à Portland (Maine).

## Biographie
Aux Jeux olympiques d'été de 2008 à Pékin, Elle Logan obtient la médaille d'or en huit avec Caryn Davies, Anna Mickelson-Cummins, Erin Cafaro, Lindsay Shoop, Susan Francia, Anna Goodale, Mary Whipple et Caroline Lind. Le titre est conservé aux Jeux olympiques de 2012 à Londres avec ses coéquipières Caryn Davies, Mary Whipple, Caroline Lind, Susan Francia, Erin Cafaro, Esther Lofgren, Taylor Ritzel et Meghan Musnicki.

## Palmarès

### Jeux olympiques
- Jeux olympiques d'été de 2012 à Londres,  Royaume-Uni
  -  Médaille d'or en huit
- Jeux olympiques d'été de 2008 à Pékin,  Chine
  -  Médaille d'or en huit

### Championnats du monde d'aviron
- 2011 à Bled,  Slovénie
  -  Médaille d'or en huit
- 2010 à Karapiro,  Nouvelle-Zélande
  -  Médaille d'or en huit
- 2009 à Poznań,  Pologne
  -  Médaille d'or en quatre sans barreur